# Église Saint-Matthieu de Chapel Allerton
L'église Saint-Matthieu (anglais : St Matthew's Church) est une église anglicane de Chapel Allerton, à Leeds, décrite par Nikolaus Pevsner comme un « bâtiment noble et spacieux » doté d'une « tour audacieuse et robuste ». L'église est classée au grade II* depuis le 23 septembre 1963.

## Emplacement
L'église est située sur Wood Lane, à Chapel Allerton. 

## Histoire

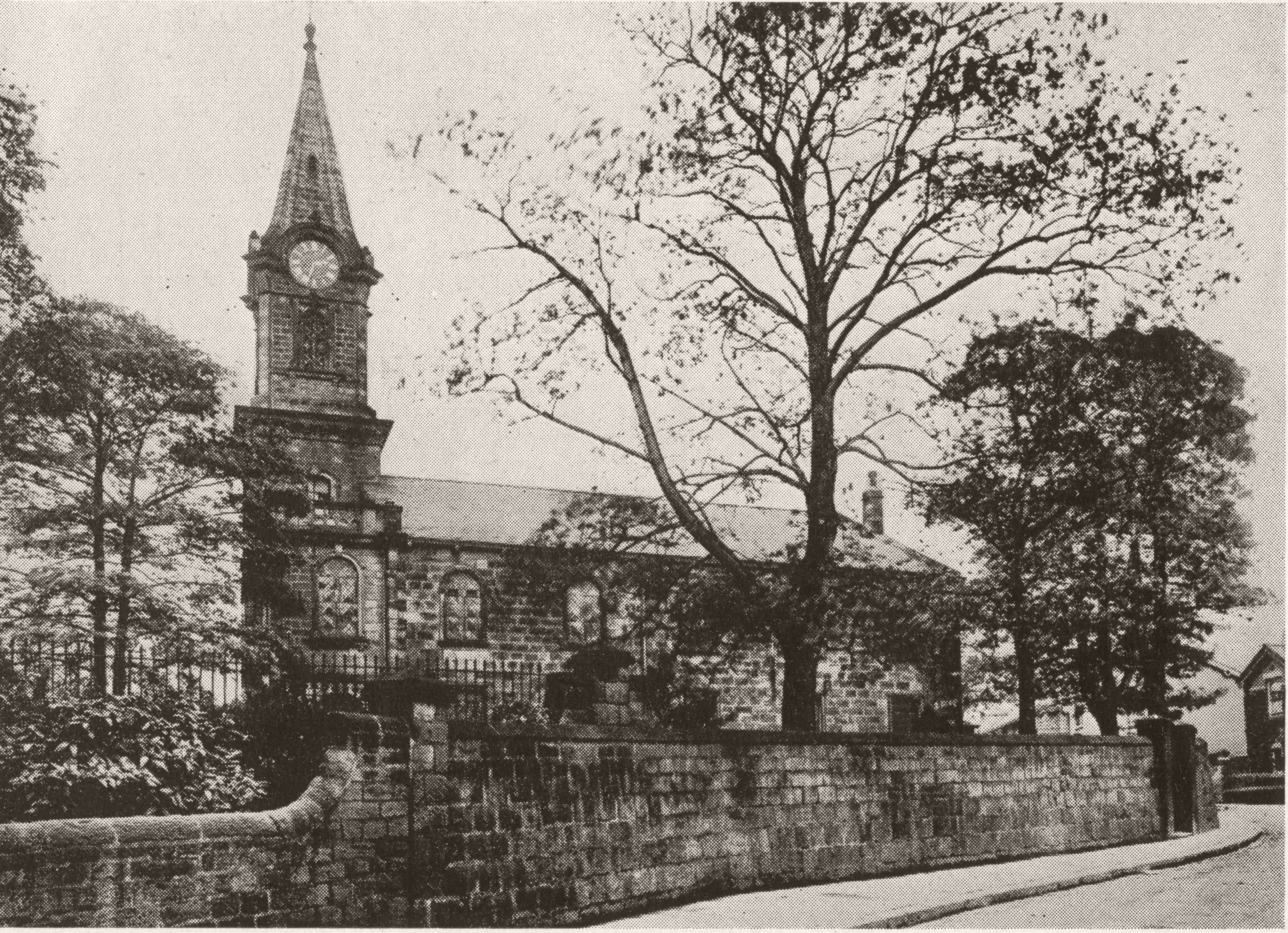
L'ancienne église Saint-Matthieu en 1911, vue après son remplacement. Pendant cette période, il était utilisé pour des réunions. Elle a été démolie en 1935.

L'église a été construite entre 1897 et 1898 sur un projet de George Frederick Bodley en remplacement d'une petite église antérieure. L'église a été construite par Stephens et Baslow de Bristol avec du verre de Burlison et Grylls. En 1935, l'ancienne église était tombée en ruine et fut démolie. 

## Style architectural

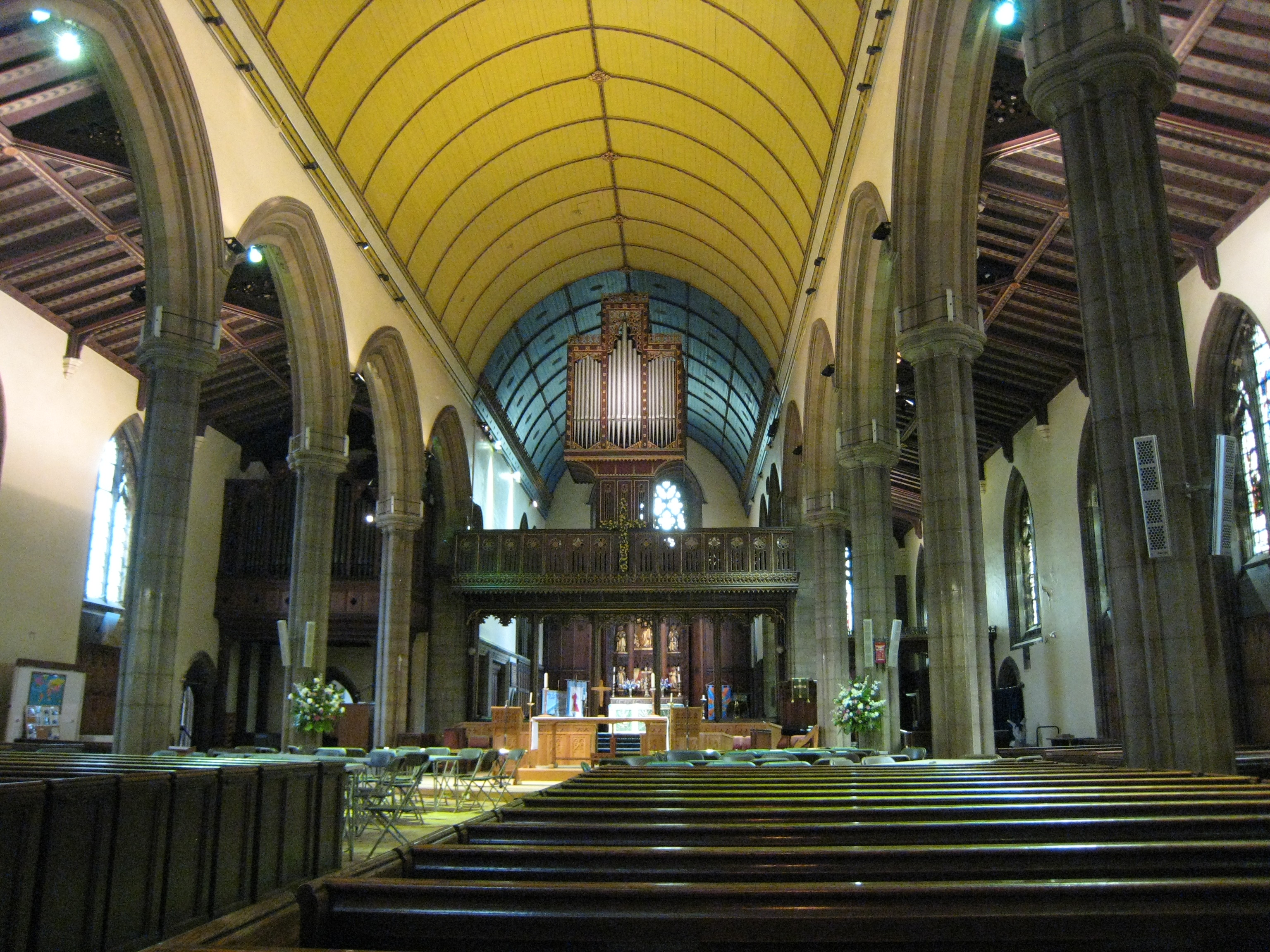
L'intérieur en 2017.

### Extérieur
L'église est en pierre de Bath et en pierre de taille d'Ancaster. L'église a des contreforts étroits et une tour crénelée avec horloge. 

### Intérieur
L'église a trois fenêtres à vent clair dans des niches à quatre-feuilles. Le sol est en dalles de pierre et le plafond en bois de la nef voûté. Il y a un orgue situé sur une mezzanine à l'extrémité est de l'allée nord. Il y a un retable de bois sculpté et doré.